# 浜松幼児変死事件
浜松幼児変死事件(はままつようじへんしじけん)は、1991年に静岡県浜松市で起きた殺人事件である。別名「浜松幼児殺人事件」、「浜松幼児せっかん死事件」。冤罪の疑いが指摘されている。

## 概要
1991年8月23日にAが「五歳の次男Bが布団の中でうつ伏せになって死んでいる」と119番があったことから発覚した。死亡原因が溺死と分かると、家の中で溺死するのは風呂の中以外は考えられない、布団の中で死んでいるのはおかしいとして警察は殺人事件として捜査。密室での殺人事件として当時家の中にいた子供（長男）を除く、AとAの交際相手の男Cを事情聴取。Cは事件とは無関係と容疑を否認。しかし、Aが「私は殺していない。殺したのはCではないか。」という趣旨の供述をした。この供述により、警察は本人否認のまま8月24日にCを殺人容疑で逮捕。9月1日に一旦「Bを殺したのは私です。Aは関係ありません。」と自白した。しかし、その後再び否認。自白と否認を繰り返す中、検察は本人否認のまま起訴した。

## 裁判経過
検察は裁判の冒頭供述で殺害の動機を「子供の存在がAとの結婚の邪魔になった」とした。また、次男Bに対して被告が様々な嫌がらせをしたと主張。これに対して弁護側は被告がBを可愛がっていなかったとは言えず、また、Aの供述の矛盾を主張した。ほとんど物的証拠がなく、争点はAとCのどちらの供述の信用性があるかだった。1995年6月30日、
静岡地裁浜松支部（岩垂正起裁判長）は懲役10年の有罪判決を下した。判決では鑑定書の死亡時刻8月22日午後9時20分から翌日午前3時20分となっており、Aの供述の方が信用性が高いとした。
その後、被告は控訴。1996年1月19日の東京高裁で岡田良雄裁判長は「Aが犯行に少なからず関わっていた可能性がある」として1審判決より減刑して懲役7年とした。その後、最高裁に上告したが1998年4月10日、藤井正雄裁判長は上告を棄却した。

## 事件の疑問点
検察が証拠として提出していなかった録音テープに、「Aの殺害をした」と自白していると思われる供述があることが裁判後に判明している。

## 再審請求
弁護側は、死亡推定時刻に関する新鑑定書を裁判に提出し、再審請求を行ったが、2008年1月に東京高裁によって再審請求は棄却されている。
Cは2005年3月に刑期満了で出所している。現在、実名を公表して再審請求中。